# Мехкад Брукс
Мехкад Брукс (англ. Mehcad Brooks, нар. 25 жовтня 1980, Остін, Техас, США) — американський актор і колишня фотомодель. Він відомий своїми ролями Меттью Епплвайта у другому сезоні серіалу ABC «Відчайдушні домогосподарки», Бенедикта Теллі у першому та другому сезонах серіалу HBO «Справжня кров» та Джеймса Олсена в телесеріалі «Супердівчина». З 2022 року він грає головну роль детектива поліції Нью-Йорка Джалена Шоу в поліцейській драмі NBC «Закон і порядок».

## Біографія
Брукс народився і виріс в Остіні, штат Техас, де він відвідував середню школу LC Anderson. Брукс є сином автора редакційних статей американського державного діяча Альберти Філліпс і колишнього професійного футболіста Біллі Брукса; його вітчим - адвокат Гарі Бледсо. Після закінчення середньої школи в 1999 році він навчався в Школі кіно і телебачення Університету Південної Каліфорнії. Брукс згадав у вересні 2010 року в епізоді «Шоу Венді Вільямс» , що він відмовився від баскетбольних стипендій і пропозицій від шкіл Ліги Плюща на користь навчання в USC. Потім він пішов, щоб продовжити акторську кар'єру.

## Кар'єра
Серед ранніх робіт Брукс — модель нижньої білизни Келвін Кляйн.
У 2004 році Брукс зіграв шкільного баскетболіста, якого вбив батько одноклубника в серіалі «Мертва справа» (сезон 1, епізод 17). З 2005 по 2006 рік Брукс грав роль Меттью Епплвайта в телесеріалі ABC «Відчайдушні домогосподарки». Знявся у фільмі 2007 року «У долині Ела». У 2008 році він зіграв разом з Тією Моурі її бойфренда Джерома в телесеріалі серіалі «Гра» . У 2009 році він з’явився в серіалі «Ляльковий дім» на каналі FOX. Брукс зіграв Бенедикта Теллі у другому сезоні «Справжня кров».
Брукс з'явилася в драматичному телесеріалі ABC в документальному стилі «Моє покоління» , прем'єра якого відбулася восени 2010 року. Шоу було скасовано лише після двох епізодів. Брукс зіграв роль гостя в епізоді «Закон і порядок: Спеціальний відділ жертв» у ролі принца Міллера, баскетбольної суперзірки, якого в дитинстві розбещував його тренер, і в ролі гостя в шоу Джей Джей Абрамса «Алькатрас» як експерта зі знешкодження бомб. У 2013 році Брукс був представлений у публічному оголошенні Центру репродуктивних прав.
Від прем’єри серіалу до свого відходу в четвертому епізоді п’ятого сезону Брукс грав Джеймса Олсена в драмі «Супердівчина».
20 жовтня 2017 року вийшов його дебютний сингл «Tears Away».
У 2019 році було оголошено, що він зіграє Джекса Бріггса для перезапуску «Мортал Комбат, який вийшов 23 квітня 2021 року.
У червні 2022 року було оголошено, що Брукс приєднається до акторського складу тривалого кримінального серіалу «Закон і порядок» у ролі детектива Джалена Шоу в 22 сезоні.

## Особисте життя
Він є сином колишнього широкого приймача НФЛ Біллі Брукса.
Брукс заявив в інтерв’ю IGN, що він завзятий гравець у відеоігри, зокрема Call of Duty, Medal of Honor і Madden.
Його старший брат, Біллі Брукс IV, був постійним відвідувачем нині неіснуючого Spill.com і зараз є гостем на його наступнику Double Toasted.
Він мав стосунки з колегою по фільму «Істота» Серіндою Свон до їхнього розриву в 2011 році.

## Фільмографія
| Рік       |    | Українська назва                           | Оригінальна назва                 | Роль                   |
| --------- | -- | ------------------------------------------ | --------------------------------- | ---------------------- |
| 2002      | ф  | Хто викрав мрію?                           | Radimi: Who Stole the Dream       | Радімі Водкінс         |
| 2002      | с  | Зробіть більше                             | Do Over                           | Шон Годж               |
| 2002      | с  | Малькольм у центрі уваги                   | Malcolm in the Middle             | Велика дитина          |
| 2003      | кф | Знак для ваших думок                       | A Token for Your Thoughts         | Джок                   |
| 2003      | с  | Бостонська школа                           | Boston Public                     | Рассел Кларк           |
| 2003      | с  | Один на один                               | One on One                        | Мустафа                |
| 2004      | с  | Мертва справа                              | Cold Case                         | Герман Лестер          |
| 2004      | тф | Тигровий круїз                             | Tiger Cruise                      | Кенні                  |
| 2005—2006 | с  | Відчайдушні домогосподарки                 | Desperate Housewives              | Меттью Аппелвайт       |
| 2006      | ф  | Гра за чужими правилами                    | Glory Road                        | Гаррі Флорні           |
| 2006      | с  | Та, що говорить з привидами                | Ghost Whisperer                   | Джастін Коттер         |
| 2007      | ф  | У долині Ела                               | In the Valley of Elah             | Енніс Лонг             |
| 2007—2008 | с  | К-Ville                                    | K-Ville                           | Він Бір                |
| 2008      | ф  | Літати як Меркурій                         | Fly Like Mercury                  | Гатч                   |
| 2008      | с  | Гра                                        | The Game                          | Джеррі Райт            |
| 2008—2010 | с  | Справжня кров                              | True Blood                        | Бенедикт Таллі         |
| 2009      | с  | Клуб ляльок                                | Dollhouse                         | Сем Дженнінгс          |
| 2010      | ф  | Просто Райт                                | Just Wright                       | Анджело Бембрі         |
| 2010      | с  | В вирі законів                             | The Deep End                      | Мальком Беннет         |
| 2010      | с  | Моє покоління                              | My Generation                     | Роллі Паркс            |
| 2011      | с  | Закон і порядок: Спеціальний корпус        | Law & Order: Special Victims Unit | Прінц Міллер           |
| 2011      | ф  | Істота                                     | Creature                          | Найлз                  |
| 2011      | с  | Алькатрас                                  | Alcatraz                          | Метт Таннер            |
| 2011—2013 | с  | Необхідна жорстокість                      | Necessary Roughness               | Торранс Кінг           |
| 2014      | ф  | Що сталося минулої ночі                    | About Last Night                  | Дерек                  |
| 2014      | с  | Невдаха                                    | Benched                           | Джордж Грумбейх        |
| 2015      | ф  | Перелюбники                                | Adulterers                        | Деміен                 |
| 2015—2021 | с  | Супердівчина                               | Supergirl                         | Джеймс Олсен           |
| 2018      | ф  | Нас не проведеш                            | Nobody's Fool                     | Чарлі                  |
| 2020      | ф  | Відпад від благодаті                       | A Fall from Grace                 | Шеннон Делонг          |
| 2021      | ф  | Мортал Комбат                              | Mortal Kombat                     | Джексон «Джекс» Бріггс |
| 2022      | с  | Закон та порядок: Організована злочинність | Law & Order: Organized Crime      | Джалін Шоу             |
| 2022      | с  | Закон і порядок: Спеціальний корпус        | Law & Order: Special Victims Unit | Джалін Шоу             |
| 2022—2024 | с  | Закон і порядок                            | Law & Order                       | Джалін Шоу             |
| 2025      | ф  | Мортал Комбат                              | Mortal Kombat 2                   | Джексон «Джекс» Бріггс |
| 2025      | с  | І просто так...                            | And Just Like That...             |                        |